# لويس كارلوس فيليز
لويس كارلوس فيليز (بالإسبانية: Luis Carlos Vélez)‏ هو صحفي ومقدم تلفزيوني كولومبي، ولد في 6 أكتوبر 1977 في بوغوتا في كولومبيا.